# 八老爺車站
八老爺車站位於台南市柳營區，是台糖鐵路八翁線上的車站。

## 車站週邊
- 營長牧場
- 八老爺牧場

## 構造設施
新站：
- 本站站房為建於台灣日治時期之木造站房。

舊站：
- 單式月臺1面1線的地上車站（廢止時）。

## 外部連結
八老爺車站-乳牛的家| 台南旅遊網
https://www.twtainan.net/zh-tw/shop/consume/1715 （页面存档备份，存于）